# Jeong Jeong-yong
Jeong Jeong-yong (* 1. April 1969) ist ein ehemaliger südkoreanischer Fußballspieler, der für den E-Land Puma FC spielte. Aktuell steht er als Trainer bei Seoul E-Land FC unter Vertrag.

## Karriere als Spieler

### Jugendzeit
Jeong Jeong-yong besuchte in seiner Schulzeit die Cheonggu High School in Daegu, ehe er anschließend von 1988 bis 1992 an der Kyeongil-Universität studierte.

### Fußball-Karriere in Südkorea
Jeong Jeong-yong ging Anfang 1993 zu E-Land Puma FC, einen Halbprofiverein. Mit ihn zusammen gewann er 1994 seinen ersten Titel im Korean President’s Cup National Football Tournament, den Vorgänger-Wettbewerbs des Korean FA Cup. 1995 gewann er anschließend den Korean Semi-Professional Football Championship, sowie den Korea-Semi-Professional-Football-League-Titel. Ein Jahr später, konnte er erneut die Liga-Meisterschaft feiern. Bis Ende 1997 blieb er beim Verein, ehe er seine Aktive Laufbahn mit 28 Jahren beendete.

## Karriere als Trainer
2008 fing er als Co.-Trainer in der Südkorea U14-Auswahl. Zwischenzeitlich wurde er anschließend zum Trainer befördert, ehe er Anfang 2009 wieder Co.-Trainer wurde. 2011 wurde er anschließend Co.-Trainer der U17-Auswahl. Im darauffolgenden Jahr wurde er ebenfalls Co.-Trainer der U23-Auswahl. Zwei Jahre später, verpflichtete der Profiverein Daegu FC als 2. Co.-Trainer. 2015 wurde er zum Trainer der U18-Mannschaft von Daegu FC ernannt. 2016 verließ er den Verein und wurde Trainer der U18-Auswahl Südkoreas. Im selben Jahr, wurde er zum Interimstrainer der U20 ernannt, ehe er bis Ende des Jahres zum Trainer der U17-Auswahl wurde. Anschließend wurde er zum Trainer der U20-Auswahl erneut ernannt. Er blieb dies von 2017 bis 2019. 2020 verpflichtete Seoul E-Land FC ihm zum Trainer. In seiner Premierenspielzeit, konnte er den besten Ligaerfolg seit 2015 verzeichnen. Er beendete die Spielzeit auf Platz 5, knapp hinter den Play-off-Spielen.

## Erfolge
bei E-Land Puma FC:
- 2× Gewinn der Korea Semi-Professional Football League: 1995, 1996
- 1× Gewinn der Korean Semi-Professional Football Championship: 1995
- 1× Gewinn des Korean President’s Cup National Football Tournament: 1994